# Aptatus
Aptatus (auch Aptat) (* im 7. Jahrhundert; † 715) war von 707 bis 715 Bischof von Metz.

## Leben
Er folgte Abbo II. (auch Albo) nach dessen Tod. Vor seinem Episkopat soll er Hospitant bei Chlodwig III. gewesen sein. Belegt ist eine Urkunde aus dessen Umfeld, die 691 durch einen Offiziellen namens „Abthadus“ geschrieben wurde. Ein Nachweis, dass es die gleiche Person ist, konnte bisher nicht erbracht werden. Aptatus wurde in der Abbaye de Saint-Symphorien in Metz bestattet.
Er wird als Heiliger verehrt, sein Gedenktag katholisch und orthodox wird am 21. Januar gefeiert.